# Virtualno zlostavljanje
Virtualno zlostavljanje, elektroničko nasilje (eng. cyberbullying) je svako namjerno, ponavljano i agresivno ponašanje pojedinca ili skupine ljudi uporabom informatičkih i/ili telekomunikacijskih sredstava, čija je namjera oštećivanje ili zlostavljanje drugih. Oblik je bullyinga.
Zlostavljači u elektroničkom svijetu nemaju mjerilo društvenog ponašanja i niti se pridržavaju moralnih normâ kojih se moraju pridržavati pri korištenju interneta, intraneta, SMS-mreže, komunikacijskih aplikacija i ostalih oblika elektroničke komunikacije. Zlostavljači zlorabe elektronski prostor kao sredstvo osobnih osveta, iživljavanja, vrijeđanja, ispušni ventil za vlastito nezadovoljstvo, frustracije, bijes, agresivnost i sl. Jedna od mogućih razloga nasilničkog ponašanja u virtualnom svijetu jest oponašanje starijih osoba, bijeg od stvarnosti i vlastitih problema, nerazvijene svijesti i odgovornosti za vlastita djela i sl.:10.
Oblici virtualnog zlostavljanja na Internetu, u komunikaciji putem e-maila, chata ili putem društvenih mreža i aplikacija uključuju: slanje uznemirujućih poruka, krađu ili promjenu lozinki ili nadimka žrtve, javno objavljivanje privatnih podataka i nesitina, slanje uznemirujućih slika, postavljanje internetskih anketa o žrtvi, slanje virusa, neželjene pošte ili pornografskog sadržaja žrtvi.
Kod virtualnog zlostavljanja, prije svega na Internetu, postoji mogućnost daljnjeg dijeljenja sadržaja, objavljivanja istog, čime se zatire izvor a povećava baza korisnika i napadača čime se događa distribucija odgovornosti pa zlostavljač ako i ima ikakav osjećaj krivnje isti biva sve manji, a zbog povećane mase korisnika-napadača raste osjećaj moći među napadačima pa napadi postaju sve drskiji, eksplicitniji, sadističniji, ekstremniji i beskrupulozniji pri čemu je samo mašta granica.:10. Tome prethode prijašnja zlostavljanja kojom se dehumanizira/demonizira žrtva i kod svih budućih napadača umanjuje osjećaj krivnje i spuštaju inhibicije.

## Definicija
Američki National Crime Prevention Council definira kako se virtualnim zlostavljanjem smatra pojava "kad se Internet, mobiteli ili drugi uređaji rabe za postavljanje tekstova ili slika namijenjenih vrijeđanju ili uznemiravanju druge osobe." Drugi istraživači to ponešto drugačije formuliraju, ali je značenje isto.
Virtualno zlostavljanje može biti tako jednostavno poput nastavljanja slanja e-pošte (e-mailova) nekome tko je rekao da ne želi više kontakt s pošiljateljem, ali ono može također uključivati prijetnje, seksualne primjedbe, pogrdne nazive (govor mržnje), grupno napadanje žrtava njihovim ismijavanjem na forumima, pisanje lažnih tvrdnji kao činjenica s ciljem ponižavanja.
Virtualni zlostavljači mogu otkriti žrtvine osobne podatke (npr. pravo ime, adresu, ili radno mjesto/školu) na web stranicama ili forumima, mogu ih lažno predstavljati s ciljem objavljivanja materijala u žrtvino ime koji ih izvrgava ruglu, kleveće ili ismijava. Neki zlostavljači mogu slati prijeteće i vrijeđajuće e-mailove i instantne poruke žrtvama, dok drugi objavljuju tračeve ili glasine i potiču ostale na mržnju i grupno zlostavljanje žrtve.
Iako je pojava seksualnih primjedbi i prijetnji ponekad prisutna kod virtualnog zlostavljanja, ono nije isto što i seksualno zlostavljanje i ne uključuje nužno seksualno zlostavljanje.

## Razlike prema izravnosti
Nasilje preko elektroničkih medija ima izravni i posredni oblik.
Izravni oblik je kad virtualni zlostavljač
- šalje uznemirujuće (raspona od dosađivanja do prijetnjâ žrtvi i/ili njegovim bližnjima) poruke mobitelom, e-poštom, na chatu, u obliku posta na forumu, objave na društvenim mrežama, u komentarima ispod objave, ili javnoj ili privatnoj na stranici za razgovor,[4] odnosno nastavljanja slanja komunikacijskih oblika poruke (poruka e-pošte, chatom, postom, SMS-om, objavom na privatnoj stranici žrtve ili skupnoj stranici društvene mreže gdje žrtva zalazi i dr., premda je primatelj jasno rekao da ne želi više kontakt s pošiljateljem[2]
- krađa identiteta, pri čemu tad promijeni zaporku[4]
- objavljuje privatne podatke (pravo ime, adresu, ili radno mjesto/školu,[2] fotografije) i neistine na društvenim mrežama, forumima, chatovima, blogovima, internetskim stranicama i dr.[4]
- šalje uznemirujuće slike putem e-pošte ili MMS poruka na mobitelu,[4] ili ih ostavlja u javni prostor; zlostavljanje se odvija tako da da se neprimjerene poruke i slike dijele putem Interneta velikom broju ljudi, što nasilniku povećava osjećaj moći, zbog velikog broja primatelja često je nemoguće pronaći izvor i ukinuti ga.[3]:9. Neprimjerene slike obično slikovno sadržavaju izrugivanje žrtvi ili prikazuju čin nasilja nad žrtvom. Slikom se prikazuje pritajena želja za nanošenjem ozljede žrtvi, bilo da ju to počini početna osoba u lancu nasilja ili osoba koju je nasilnik podjario na nasilje.
- postavlja internetske ankete o žrtvi[4]
- šalje zloćudni softver na komunikacijski kanal (e-pošta) ili komunikacijski uređaj (mobitel)[4]
- šalje pornografiju i neželjenu poštu na e-poštu ili mobitel[4]
- lažno se predstavlja kao druga osoba[4]
- potiče ostale na mržnju i grupno zlostavljanje žrtve; zbog toga napadačima postaju i oni koji su izjavili neprimjereno, poduprili komentarom neprimjereni sadržaj i/ili poduprli oznakom sviđanja ("lajk"), te i oni snose krivnju za zlostavljanje kao i izravni napadač, te i oni podliježu kaznenom progonu[2]

Osobe koje su zlostavljači u tradicijskom smislu ujedno su često i zlostavljači u virtualnom svijetu. Ista upravna sveza utvrđena je za žrtve nasilja, pa je tradicijsko i virtualno nasilje povezano te se događa prijenos između svjetova zlostavljanja.:9.
Zlostavljanje preko posrednika je kad nasilnik napada žrtvu preko treće osobe. Često posrednik nije ni svjestan da je posrednik. Klasični primjer je sadržaj oglas seksualnog ili provokativnog sadržaja u ime žrtve s njezinim osobnim podatcima, pa zlostavljana osoba može doživjeti mnoge neugodnosti i naći se u opasnosti, zbog zlonamjernih korisnika takvih oglasa.

## Razlike od tradicijskog nasilja
Kod tradicionalnog oblika nasilja, ono ima fizičku zbilju gdje se događa, zlostavljač je često poznat te žrtva može tražiti pomoć. Kod virtualnog nasilja, ne može se dogoditi fizički napad jer je u virtualnom a ne stvarnom fizičkom prostoru, ali fizičke manifestacije također se pojavljuju. Mladež je osobito izložena tome jer je u mogućnosti i sklona je stalno biti spojena na Internet, na kojem je skup mogućih zlostavljača znatno veći, zlostavljač se može skrivati iza anonimnosti te mu nije nužna fizička nadmoć nad žrtvom za zlostavljati, žrtva većinom nije u mogućnosti tražiti pomoć te žrtva nigdje nije sigurna od virtualnog nasilja. Zbog osobina virtualnog svijeta, zlostavljač može imati veću moć nad žrtvom.:8.

## Razlike prema spolu
Kod muškaraca češće je slanje prijetnjâ, a kod žena vrijeđanje drugih, ruganje, nazivanje ružnim imenima ili širenje tračeva o žrtvi. Dječaci su češće uključeni u virtualno zlostavljanje, a djevojčice su češće izložene virtualnom nasilju. U istraživanjima razlika među spolovima prema izloženosti i podložnosti virtualnom nasilju, muškarci su češće uključeni u virtualno nasilje nego žene.:13.

## Posljedice
Kao i kod tradicijskog oblika nasilja, žrtva se često osjeća bespomoćno, anksiozno i depresivno, iste psihosomatske simptome, zloporaba droga, alkohola, samoozljeđivanje, a događaju se i pokušaji samoubojstva.:9.-10.

## Prevencija u svijetu
Virtualno zlostavljanje u svijetu je jako rašireno i zavisno o državi i juristikciji ima različite tretmane u zakonu i u društvu. Primjerice, u anglofonskim zemljama svijeta (Australia, Kanada, Novi Zeland, SAD-u, i Velikoj Britaniji) postoji cijeli skup zakona koji se odnose na virtualno zlostavljanje i u mnogim tim zemljama virtualno zlostavljanje je kodirano u kriminalnim zakonicima kao posebno kazneno djelo kao recimo kao posebni skup zakona kao recimo "Harmful Digital Communications Act" u Novom Zelandu

## Prevencija u Hrvatskoj
U Hrvatskoj je UNICEF s udrugom Hrabri organizirao telefonsku kampanju "Prekini lanac" za sprječavanje zlostavljanja putem mobitela i Interneta. Dana 29. svibnja 2009. u Zagrebu Ravnateljstvo policije organiziralo je konferenciju o sigurnosti djece na internetu, potaknuto željom za boljim suradnjom i koordiniranim djelovanjem svih institucija i organizacija koje mogu pridonijeti boljoj zaštiti djece od zlostavljanja putem interneta i mobitela.
Žrtve ili svjedoci zlostavljanja mogu porazgovarati s roditeljima ili skrbnicima, prenijeti informaciju netkome u školi – pedagogu, psihologu, razredniku, nadležnom na radnom mjestu, policiji. Državno odvjetništvo Republike Hrvatske postupa u kaznenom progonu počinitelja takvih kaznenih djela.
Zbog sprječavanja eskaliranja nasilja iz virtualnog prostora u stvarni, a povodom oružanog napada na Sabor Republike Hrvatske gdje je jedna osoba teško ranjena, a druga počinila samoubojstvo, Vlada Republike Hrvatske donijela je 22. listopada 2020. zaključak o sprečavanju radikalizacije u društvu. Nacrt prijedloga novog Zakona o elektroničkim medijima sadrži povećanje odgovornosti urednika i za čitateljske komentare ispod novinarskih tekstova. Razmatra se i drugačije sankcioniranje napadačkih postova na društvenim mrežama Tomu je motiv činjenica da napadačima, koji poduzmu fizički ili oružani napad, obično nekakav inflamatorni komentar(i) ili post na društvenoj mreži bude okidač za fizički ili oružani napad na ciljanu skupinu ili pojedinca, poput političkih neistomišljenika, ne mareći koliko je žrtva fizički slabija osoba. 20. rujna 2014. napadač je fizički napao staricu, Ružicu Ćavar (79), slomivši joj ruku.
Izloženost nasilnim slikama s interneta, pa čak i internetskim memeovima navode se kao primjeri ohrabrenja odnosno poticaja na brutalne zločine. Lipnja 2014. dvoje predadolescenata svog je najboljeg prijatelja odvuklo u šumu i izbolo 19 puta.

## Vanjske poveznice
- Jibon Naher, Matiur Rahman Minar: Impact of Social Media Posts in Real life Violence: A Case Study in Bangladesh  Cornell University. ArXiv.org. 19. prosinca 2018.